# Oligosoma maccanni
Oligosoma maccanni är en ödleart som beskrevs av  Hardy 1977. Oligosoma maccanni ingår i släktet Oligosoma och familjen skinkar. Inga underarter finns listade i Catalogue of Life.